# Provenza
La Provenza (Provence in francese, Prouvènço/Provença in provenzale) è una regione storica della Francia.
Essa si estende dalla riva sinistra del basso Rodano a ovest, fin quasi all'attuale confine con l'Italia a est (la zona di Mentone, Sospello e la Val Roia non ne fecero praticamente mai parte), ed è delimitata a sud dal Mar Mediterraneo. Forma gran parte della regione amministrativa di Provenza-Alpi-Costa Azzurra.
È, insieme alla Linguadoca, l'unica regione francese che accolse importanti colonie greche e, in assoluto, quella che subì più intensamente il processo di romanizzazione, iniziato fin dalla seconda metà del II secolo a.C. e protrattosi per ben seicento anni. In Provenza si sviluppò, in età medievale, una civiltà raffinata, che si irradiò in gran parte d'Europa e che conobbe il suo culmine a cavallo fra il XII e il XIII secolo. All'epoca la sua importanza fu tale da essere spesso citata da molti autori, come ad esempio da Dante Alighieri nella Divina Commedia.
La Provenza è nota per la lavanda, pianta aromatica che è tradizionalmente coltivata in gran parte del territorio. Inoltre costituisce una delle grandi mete del turismo internazionale, grazie alla mitezza del suo clima, al suo litorale, alle sue città d'arte e alla sua cucina.

## Storia

### Preistoria
La regione provenzale fu abitata sin dal paleolitico inferiore. La grotta di Vallonnet, a Roquebrune (Alpi Marittime) fu occupata già 950.000 anni fa. La grotta dell'Escale, a Saint-Estève-Janson, mostra tracce di bracieri dell'inizio della glaciazione del Mindel (verso 600.000 anni fa). I focolari della Terra Amata, a Nizza, datano a 400.000 anni fa.
Al tempo dell'acheuleano e del paleolitico medio (musteriano), l'uomo occupò il bacino e i versanti delle colline, rifugiandosi in grotte (Lazare a Nizza) e in abitati all'aperto (Ste-Anne d'Evenos). La grotta del Cosquer, a Cassis, è ornata di dipinti parietali che risalgono a 20.000 anni fa.
La Provenza presenta una certa originalità nel corso del Paleolitico superiore: il solutreano è sconosciuto ad est del Rodano e il maddaleniano non attraversa la Durance. I giacimenti che apportano le prove più antiche dell'addomesticamento ovino si situano in Provenza a Châteauneuf-les-Martigues. Le sepolture megalitiche (catacombe d'Arles) e le prime abitazioni sopraelevate munite di una cinta fortificata (a Miouvin e a Istres) apparvero nel neolitico finale e all'inizio dell'età dei metalli. Campi trincerati apparvero durante l'età del bronzo (camp de Laure) e numerosi oppida nell'età del ferro. I liguri autoctoni entrarono in relazione con commercianti etruschi e coloni greci della Focea.
In antichità le coste furono colonizzate dai greci nel VI secolo a.C.. Il territorio dell'attuale regione Provenza-Alpi-Costa Azzurra entrò a far parte della provincia romana transalpina denominata Gallia narbonese o Provincia Romana da cui deriva il suo nome attuale, dal latino Provincia.

#### Marsiglia e i celto-liguri
A partire dal IV secolo a.C. popolazioni celtiche giunsero in Provenza. Lasciarono occasionalmente sussistere le tribù degli antichi occupanti (circa una dozzina). Quelle delle valli alpine e della parte orientale della costa, Oxibeni e Deceati, furono interessati in modo superficiale. Nella bassa Provenza, d'altra parte, i celti si mischiarono con gli antichi abitanti e finirono per formare una popolazione celto-ligure. Essi raggrupparono le tribù in una confederazione, quella dei Salieni, la cui capitale era senza dubbio Entremont.
Poco dopo la sua fondazione ad opera dei greci focesi, Marsiglia dovette difendersi contro gli attacchi delle popolazioni liguri. La città non aveva un territorio molto esteso; la sua azione nel sud della Gallia non deve nemmeno essere sottostimato. Nella Valle del Rodano e della Saone, essa faceva defluire le materie prime venute da nord ed esportava i prodotti greci. Sotto l'influenza greca, gli indigeni si misero a coltivare la terra, a costruire bastioni, a coltivare le vigne e a piantare olivi. Le ceramiche modellate lasciarono il posto a ceramiche cotte nel forno, fabbricate in Grecia, a Marsiglia o nei centri indigeni. Gli abitanti si organizzavano in piani regolari e si circondavano di fortificazioni di grandi dimensioni su esempio greco (Saint-Blaise). Nel I secolo a.C. Glanum (Saint-Rémy-de-Provence) possedeva un vero centro monumentale come una città greca, con un'agorà circondata da portici.
La scultura è il dominio dove si manifesta la migliore sintesi tra le tradizioni indigene e le forme dell'arte ellenica (le colonne d'Entremont, le sculture di Roquepertuse, i capitelli lavorati di Glanum). È a Marsiglia che i siti gallici della Provenza entrarono nell'economia monetaria e che si elaborò la scrittura gallo-greca, adattamento dell'alfabeto greco a scrittura dei Galli.

### L'arrivo dei Romani in Gallia
Furono i marsigliesi che chiamarono i romani in Provenza e più tardi in Gallia. Con l'aiuto dei romani i marsigliesi ruppero la coalizione etrusco-cartaginese e, dopo la presa di Roma da parte dei Galli nel 387, li aiutarono a pagare il tributo preteso dai vincitori. Un trattato assicurava una perfetta uguaglianza tra le due città e il mutuo obbligo d'assistenza in caso di guerra. Al tempo della seconda guerra punica, Marsiglia rese a Roma importanti servizi: partecipò alla vittoria navale dell'Ebro nel 217 e contro Annibale essa fornì ai romani lo scalo nel proprio porto.

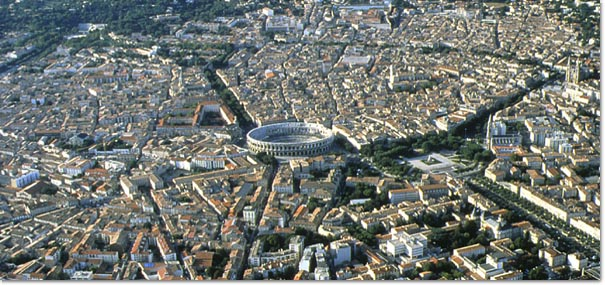
Nîmes e la sua arena romana.

Marsiglia si appellò a Roma quando, nel secondo secolo, gli Oxibiani e i Deceati minacciavano le sue colonie di Nizza e di Antibes. I romani intervennero due volte, nell'181 e nel 154, senza richiedere nulla in cambio.
Nel 125 una coalizione di Liguri, Salieni, Voconzi e Allobrogi minacciarono Marsiglia. I marsigliesi fecero ancora appello ai romani. Questi ultimi arrivarono, ma decisero questa volta di agire per loro conto. I romani in effetti riuscirono a portare la pace in Spagna e vollero assicurare un collegamento via terra tra le Alpi e i Pirenei. La guerra durò dal 125 al 121. I romani batterono i liguri, i Salieni, i Voconti, gli Allobrogi e gli Arverni. Nel 122, Sesto Calvino fondò ai piedi di Entremont, Aquae Sextiae Salluviorum e vi stabilì una guarnigione.

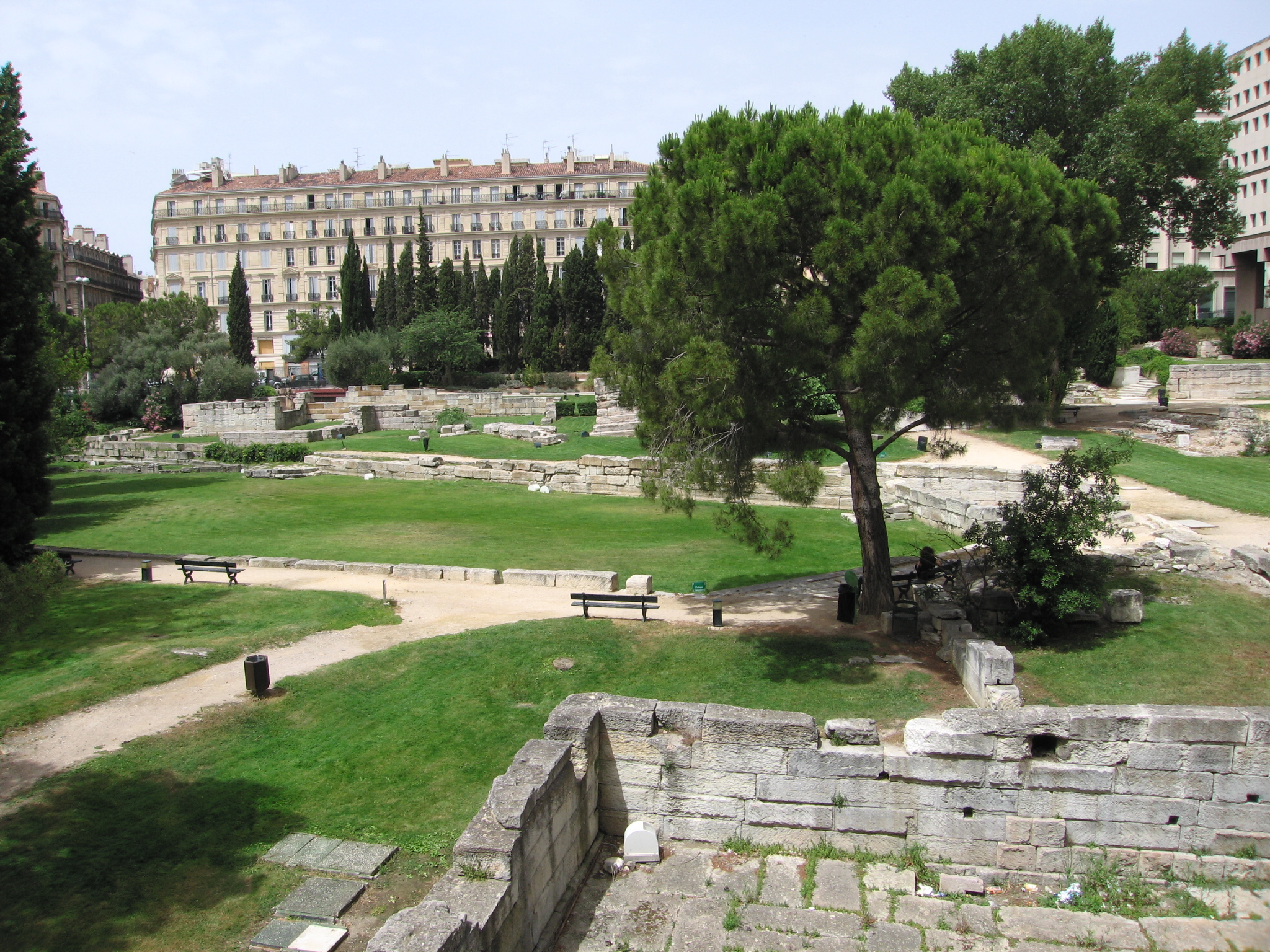
Il giardino delle Vestigia a Marsiglia.

Poco dopo il console Gneo Domizio Enobarbo cominciò, nel territorio oltre il Rodano, la costruzione della via Domizia in direzione dei Pirenei. Una frazione dell'aristocrazia romana ottenne l'invio di un gruppo di cittadini per fondarvi la colonia Narbo Martius nel 118.
La nuova colonia di Narbona aveva un ruolo strategico fondamentale. La Provincia della Gallia Transalpina, di cui essa era la piazzaforte più importante, era sottomessa all'autorità di un capo militare. Era anche una barriera contro i barbari, particolarmente i Cimbri e i Teutoni. Nel 102 Gaio Mario batté i Teutoni e salvò così Roma e Marsiglia.

### La Gallia del Sud da Mario ad Augusto
Il controllo romano non fu totalmente accettato durante la prima metà del primo secolo a.C. Veniva esercitato attraverso quadri politici preesistenti. Le comunità della Gallia del Sud avevano uno status differente secondo le loro particolarità e attitudini verso Roma. Marsiglia aveva pure uno status privilegiato; le tribù indigene controllavano le loro istituzioni e magistrature. Roma favoriva l'accesso al potere ai capi indigeni.
Il controllo romano in Gallia meridionale si esercitava a favore di Roma, che esigeva le imposte, reclutava gli ausiliari per le proprie legioni e imponeva le corvées. Favoriva anche il profitto di "negoziatori" romani e dell'aristocrazia locale alleata.
Al principio degli anni 40 a.C. la sola comunità romana era la colonia di Narbona. Fino all'inizio del regno di Augusto le province vivevano al ritmo delle lotte intestine di Roma. Le guerre tra Giulio Cesare e Pompeo ebbero come conseguenze la perdita di importanza di Marsiglia e la fondazione di nuove colonie militari. Marsiglia si era in effetti pronunciata a favore di Pompeo. Cesare la assediò nel 49 a.C. e la città dovette capitolare. Conservò il suo governo e la sua situazione di città federata, ma perse i suoi vascelli, i suoi bastioni e i suoi territori, ad eccezione di Nizza e delle isole d'Hyères.
Per ricompensa ai propri soldati Cesare fondò delle colonie. Le colonie di Narbona e d'Arles furono così create con dei soldati della 10ª e 6ª legione. Nel 31 a.C. all'indomani della battaglia di Azio, Augusto installò a Frejus una parte della propria flotta. Ivi vi stabilì poco dopo i veterani della 8ª legione.
Durante il primo secolo a.C. i capi politici delle città ricevettero il diritto di cittadinanza romana e furono così integrati nel sistema romano delle clientele. Alla fine del secolo i loro discendenti facevano carriera a Roma. Molti furono iscritti tra i cavalieri, e anche senatori. Nel primo secolo d.C. questa romanizzazione riguardava le élite politiche e culturali, con anche l'adozione del modo di vita urbano.
I magistrati municipali ricevettero, per sé e per i propri parenti, il diritto di cittadinanza romana. Trentasette colonie latine furono fondate sotto Augusto e i primi imperatori. Tre ricevettero successivamente il diritto di cittadinanza (Valence, Vienne e Aix-en-Provence).
Gli agglomerati si dotarono di monumenti romani: cinte fortificate, archi di trionfo, fori, templi, teatri, anfiteatri e circhi (Arles, Nîmes, Cimiez, Orange, Vaison-la-Romaine) e acquedotti.

### Dalle invasioni barbariche al Regno di Provenza

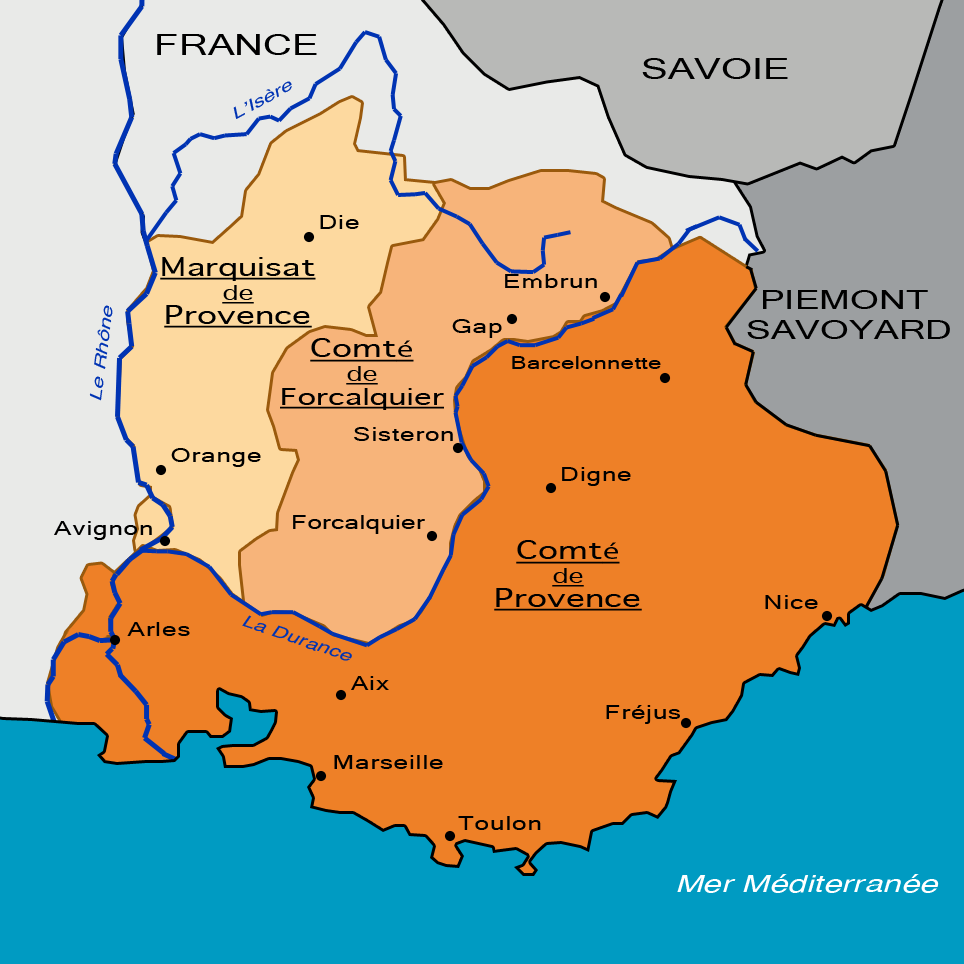
I tre feudi principali della Provenza nel 1125

La cristianizzazione della regione si sviluppa a partire dal III secolo d.C., quando un vescovo è presente ad Arles. Nuovi vescovadi appaiono verso gli anni 400 e durante tutto il V secolo a Aix-en-Provence, Avignone, Antibes, Carpentras, Cavaillon e Riez.
Dal V al IX secolo, il territorio della Provenza si costituisce progressivamente, integrata in regni effimeri o occupata da popoli barbari germanici come Ostrogoti e Burgundi. Nel 534, dopo la caduta della Borgogna e di Arles, tutte le truppe franche guidate da Teodeberto I furono situate vicino alla Provenza. Nel 536, gli Ostrogoti in conflitto in Italia contro i Bizantini e incapaci di difendere la Provenza, devono cederla ai Franchi che la integrano nel Regno franco di Borgogna (534-843).
Nel 575 i Longobardi con il duca di Pavia Zabano, assieme ai duchi Amo e Rodano, invasero la Provenza fino alla valle del Rodano ma vennero sconfitti da Ennio Mummolo, generale gallo-romano della Borgogna del re Gontrano. Amo passando da Embrun si accampò vicino a Manosque. Rodano assediò Grenoble e Zabano passando per la valle della Durance, verso Die, assediò Valence. Mummolo salvò la città di Grenoble fermando il duca Rodano, egli quindi con il suo esercito di 500 uomini si unì alle forze di Zabano. I due quindi marciarono su Embrun, la saccheggiarono e incontrarono l'esercito di Mummololo. Sconfitti, si ritirarono di nuovo a Susa, in Italia, che allora era ancora un possedimento Bizantino del magister militum Sisinnius. Amo invece sottomise con successo le regioni di Arles e Marsiglia, grazie anche alla presenza di un esercito di Sassoni che aveva accompagnato i Longobardi fino a Estoublon. L'esercito sassone principale, in ogni caso, scelse la pace. Quando però i Sassoni giunsero al Rodano, furono fermati da Mummolo, che astutamente gli concesse il passaggio, dietro pagamento di un alto prezzo in oro di parte dei loro saccheggi in Provenza. Amo rimasto solo dovette fuggire con i suoi rincorso da Mummolo e dovette persino abbandonare il suo bottino mentre riattraversava le Alpi. Mummolo invase quindi l'Italia e costrinse Zabano, Amo e Rodano a ritornare nei loro ducati. Il regno franco di Borgogna di Gontrano fu quindi esteso a spese dei Longobardi, includendo le città e le valli cisalpine di Aosta e Susa.
Il trattato di Verdun dell'843 strappa per sempre l'unità dell'impero di Carlo Magno. I decenni seguenti furono segnati da incursioni vichinghe a nord della Francia e saraceni a sud, favorendo l'autonomia delle province che si affermarono come contee feudali. 
Lotario I, re d'Italia ed imperatore ricevette quindi nel 843 la parte centrale dell'Impero carolingio, denominata Francia Media - quella che in seguito divenne Paesi Bassi, Lorena, Alsazia, Borgogna e Provenza.
Poco prima della morte di Lotario I nel 855 egli divise la sua parte imperiale fra i figli con il Trattato di Prüm: a Ludovico II il Giovane (825-875), primogenito, furono confermati il trono d'Italia ed il titolo imperiale, a Lotario II (835-869), secondogenito la Lotaringia, e a Carlo (845-863), terzogenito, toccarono la Provenza, Lione e la Borgogna Transgiurana, con il titolo di re di Provenza.
Carlo morì nell'863, senza eredi, rendendo vacante il trono di Provenza, che secondo l'accordo, dell'858, tra Carlo e Lotario II sarebbe dovuto toccare a quest'ultimo, ma il fratello maggiore l'imperatore e re d'Italia Ludovico II occupò la Provenza prima dell'arrivo di Lotario, e, con l'appoggio dei maggiorenti, si appropriò del regno. L'altro fratello, Lotario II, venuto a conoscenza della cosa arrivò in Provenza. La guerra fu evitata con un accordo in cui una piccola parte di territori della Borgogna Transgiurana, appartenuti al defunto Carlo, venne assegnata a Lotario II, mentre Ludovico II inglobò la Provenza e parte della Borgogna, assumendo anche il titolo di re di Provenza.
Nel 875 alla morte di Ludovico II, lo zio Carlo il Calvo invase l'Italia riuscendo così a succedergli sul trono d'Italia, su quello imperiale e sul trono di Provenza; egli nel 876 nominò Bosone governatore d'Italia (viceré in assenza dell'imperatore) e, all'inizio dell'anno successivo, lasciato in Italia il proprio fratello, Riccardo il Giustiziere, ricevette il titolo di governatore e conte di Provenza, incarichi che tenne sino alla morte dell'imperatore.
Nel 877 morendo Carlo il Calvo, sul trono dei Franchi occidentali gli succedette il figlio Ludovico il Balbo (846-879) che assunse il titolo di Re di Lotaringia e di Provenza, mentre in Italia Carlomanno (830-880) re dei Franchi orientali poté farsi eleggere temporaneamente re d'Italia, ma nel 879 lasciò il titolo di re d'Italia a Carlo il Grosso (879-887), che divenne imperatore.
Nel 879 dopo la morte di Ludovico il Balbo, gli succedettero i figli, dapprima Luigi III il Giovane (879-882) e poi Carlomanno II (882-884). Mentre invece in Provenza i nobili e l'alto clero del regno, il 15 ottobre 879 si riunirono nel castello di Mantaille, vicino a Vienne e nominarono Bosone (879-887) re di Provenza e di Borgogna, carica riconosciuta anche dall'imperatore Carlo il Grosso.
Nell'887 Carlo ricevette la moglie di Bosone (morto l'11 gennaio), la regina di Provenza, Ermengarda d'Italia, a cui promise protezione per il figlio Ludovico il Cieco (887-928), a cui garantì la successione sul trono di Provenza. Ludovico dal 900 al 905 assunse il titolo di re d'Italia ed imperiale, cariche che fu costretto a lasciare a Berengario del Friuli, rimanendo fino alla morte re di Provenza. Nel 911 rinunciò definitivamente al governo, nominando marchese di Provenza il cugino Ugo, conte d'Arles e di Vienne, che spostò la capitale da Vienne ad Arles. Nel 928, alla morte di Ludovico, Ugo di Provenza (928-947) divenne re di Provenza. Nel 933 Ugo, in cambio della corona ferrea d'Italia, cedette la Provenza (unitamente alla Borgogna Cisgiurana o Bassa Borgogna) a Rodolfo II di Borgogna (già re della Borgogna Transgiurana o Alta Borgogna). Il nuovo regno fu denominato Regno di Arles o Regno delle Due Borgogne.

### Dal Regno di Provenza al Regno di Francia

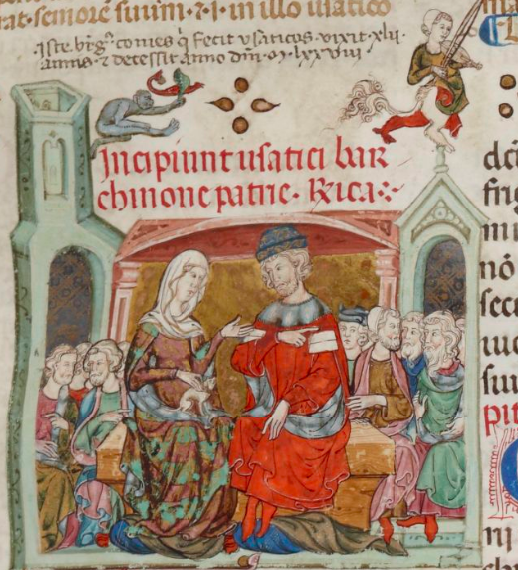
Raimondo Berengario I e la sua corte, da Usatici et Constitutiones Cataloniae (1320 ca.)

Nel 879, la regione venne annessa alla Borgogna Cisgiurana; dopo aver raggiunto la sua estensione massima all'inizio del IX secolo, il regno franco era in piena fase di smembramento. La Provenza entrò a far parte del regno di Arles nel X secolo e nel 947, Bosone, conte di Arles, venne nominato conte di Provenza. Mentre il regnante del regno di Arles perdeva progressivamente la sua presa sulla regione, il conte Guglielmo di Arles assemblata un esercito per cacciare i pirati saraceni che lanciarono incursioni dalla loro base fortificata di Frassineto, oggi la Garde-Freinet. Con in pugno la vittoria, il conte si vide soprannominato Guglielmo il Liberatore e, nella stessa occasione, estese la sua autorità sull'insieme della Provenza.
I diritti sul contado vennero trasferiti con un matrimonio, ai conti di Tolosa (1019) e in seguito ai conti di Barcellona (1112). Lo scontro fra i due casati per il possesso della Provenza terminò col trattato del 1125, chi imponeva la divisione del territorio in un marchesato di Provenza - a nord della Durance - tributario dei Tolosa e un contado di Provenza - a sud della Durance - controllato dai conti di Barcellona. La parte nord-est della Provenza divenne il contado di Forcalquier, autonomo agli inizi del XII secolo. In ogni modo, nel 1193, il matrimonio di Alfonso II di Provenza con Gersande de Sabran, nipote di Guglielmo II conte di Forcalquier, dette l'occasione per l'unificazione del contado di Provenza con quello di Forcalquier. Alla morte, nel 1245, di Raimondo Berengario VI di Provenza, i due contadi passarono a sua figlia Beatrice che sposò nel 1246 Carlo I d'Angiò e trasmise i titoli al figlio Carlo (1254–1309), conte d'Angiò e del Maine, conte di Provenza e Forcalquier e re di Napoli.
Nella seconda metà del XIV secolo, dopo la guerra di cent'anni, la Provenza è attraversata e saccheggiata da numerose bande armate. Nel 1382, alla morte della regina Giovanna il contado passò a Luigi I d'Angiò, che la regina aveva adottato.
Nel 1388 Nizza e tutto il territorio ad est del fiume Varo entrarono a far parte dei domini dei Savoia per mezzo della Dedizione di Saint-Pons il 28 settembre 1388, con cui Amedeo VII di Savoia, approfittando delle lotte intestine in Provenza, negoziò con Giovanni Grimaldi barone di Boglio (governatore di Nizza e della Provenza Orientale) il passaggio del Nizzardo e della valle dell'Ubaye ai domini sabaudi, con il nome di Terre Nuove di Provenza. Le Terre Nuove presero poi il nome di Contea di Nizza nel 1526, anche se in questo contesto il termine "contea" venne impiegato in senso amministrativo e non feudale.
Il re Renato d'Angiò che aveva tanto contribuito allo sviluppo della Provenza delle città di Aix-en-Provence, Avignone e Tarascona, morì il 10 luglio 1480. Poiché aveva diseredato il suo successore naturale a favore di Carlo V d'Angiò e che questi, senza successori, cedette il suo stato a Luigi XI il prudente, la Provenza passò ai re di Francia nel dicembre 1481. Il 15 gennaio 1482, gli Stati di Provenza (l'assemblea nazionale) approvarono i 53 articoli della "Costituzione provenzale" che fece di Luigi XI il conte di Provenza e che proclamò l'unione con il regno di Francia su una base paritetica ("Come un principale ad un altro principale"). Carlo VIII succedette a Luigi XI nel 1483, così che nel 1486 gli Stati di Provenza chiesero l'unione perpetua al regno di Francia, sempre stabilendo un rapporto non subalterno di uno stato all'altro, unione che venne ratificata fra ottobre 1486 e aprile 1487. La Provenza conservò una certa autonomia sia fiscale che culturale all'interno del regno di Francia, e ciò fino alla Rivoluzione francese.

### Dalla Rivoluzione francese ad oggi
Durante la Rivoluzione francese, la Provenza fu suddivisa in dipartimenti: Bouches-du-Rhone, Var e Basse-Alpi (futuro Alpi dell'Alta Provenza). Il 14 settembre 1791, Avignone e il Contado Venassino furono annessi alla Francia. Il territorio fu diviso tra Drôme e Bouches-du-Rhone e il 12 agosto 1793 fu creato il dipartimento della Vaucluse.Sempre nel 1793, la Provenza annetté la contea di Nizza e diede luogo al dipartimento della Alpi Marittime, ma questa tornò sotto il controllo di Piemonte e Sardegna a seguito della Restaurazione. Nel 1860, a seguito di un plebiscito, la Contea di Nizza tornò nuovamente alla Provenza, e dunque alla Francia. Alcune aree alpine della regione, tuttavia, rimasero italiane fino al 1947, quando un referendum indetto per la loro annessione alla Francia, con risultato positivo portò a termine quasi sette secoli di divisione della Provenza.

### Sovrani della Provenza
- Carlo di Provenza (845-863)
- Bosone I di Provenza (844-887)
- Ludovico il Cieco (v.880-928)

### Evoluzione storica della Provenza

La Provenza nella Francia media - trattato di Verdun (843)
Il Regno di Provenza (855-859) - trattato di Prüm (855)
La Provenza nel Regno d'Italia trattato di Meerssen (870)
La Provenza nel Regno di Borgogna o Regno di Arles (1030), alla vigilia della sua integrazione nel Sacro Romano Impero
La Provenza nel Sacro Romano Impero nel 1180
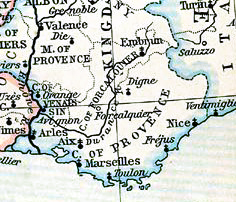
La Provenza nel Regno d'Arles (Sacro Romano Impero) nel 1184
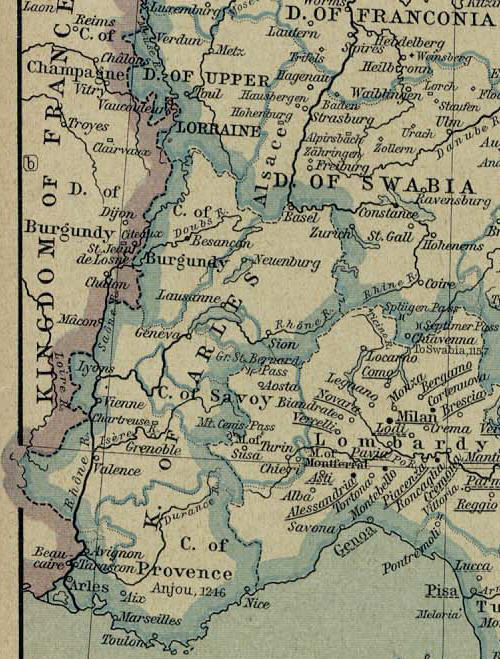
La Provenza nel Regno d'Arles (Sacro Romano Impero) nel 1246
La Provenza francese nel 1477, alla vigilia della sua integrazione nel dominio reale
La Provenza come una delle 34 province del Regno di Francia nel 1789, alla vigilia della Rivoluzione francese

## Geografia
I dipartimenti che sono originati dalla antica Provenza furono inclusi nella regione amministrativa Provenza-Alpi-Costa Azzurra che comprende i dipartimenti delle Alpi dell'Alta Provenza (04), delle Alte Alpi (05), delle Alpi marittime (06), delle Bocche del Rodano (13), del Varo (83) e di Vaucluse (84).
Culturalmente e storicamente si può anche considerare che i dipartimenti dell'Ardèche (07), della Drôme (26) e la parte est e sud del Gard (30) siano provenzali.

### Morfologia
I limiti naturali della Provenza sono difficili da precisare, tanto più che essa non costituisce un'unità geografica, ma si scinde in regioni diverse per natura del suolo e morfologia; tuttavia si possono distinguere in essa tre unità fisiche principali: l'Alta Provenza o Provenza calcarea, la Provenza cristallina e la Bassa Provenza.

#### L'Alta Provenza

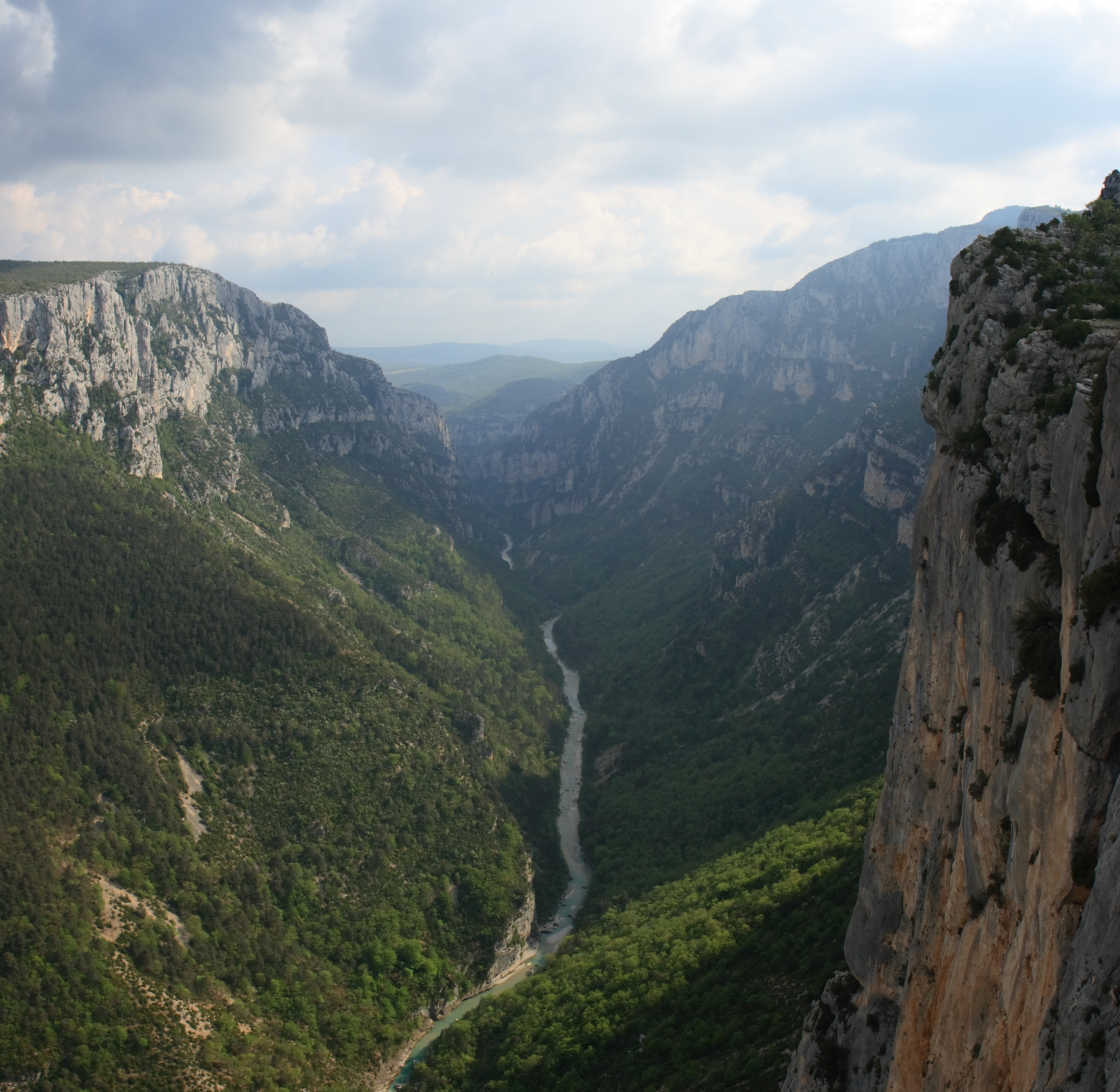
Le gole del Verdon.

L'Alta Provenza, limitata a nord dai massicci montuosi che la separano dal Delfinato e che per il Ventoux, la Montagna di Lura e il gruppo dei Trois-Évêchés si riallacciano alla catena alpina, comprende i bacini medi della Durance e del suo affluente Verdon e il bacino superiore del Varo. Regione dal rilievo vario, prevalgono in essa depositi del Mesozoico, che formano a nord-est gli altipiani calcarei di Valensole, di Canjuers, di Caussols, in tutto simili ai causses del Massiccio Centrale; sul terreno sterile, in cui manca la circolazione superficiale, non crescono che magri pascoli; alcuni plans, nome con cui vengono localmente indicati tali altipiani, sono dei veri deserti di sassi. Le acque vi scorrono profondamente incassate, formando gole che raggiungono perfino i 500 m di profondità (gole del Verdon), famose per la loro orrida bellezza. Terreni calcarei, fortemente ripiegati, costituiscono anche quell'insieme di rilievi compreso col nome di Prealpi di Provenza, nelle quali si alternano alture rotondeggianti e bacini, questi ultimi ricoperti da sedimenti cenozoici; si succedono da nord a sud il Massiccio del Luberon, la Montagna di Sainte Victoire (1011 m), il Massiccio della Sainte Baume (1148 m) e dell'Étoile (779 m).

#### La Provenza cristallina
Una depressione che si stende dalla laguna di Berre al golfo di Fréjus, incisa nelle argille e arenarie permiane e percorsa dall'Arc e dall'Argens, separa la Provenza calcarea dalla Provenza cristallina, formata dai massicci dei Maures e dell'Esterel che a forma di ellisse allungata si stendono da ovest/sud-ovest a est/nord-est; il primo, compreso tra i bassi corsi del Gapeau e dell'Argens, ha un'altezza media oscillante tra i 300 e i 700 m; a est di esso si innalza l'Esterel, insieme di rocce vulcaniche paleozoiche associate a terreni permiani e culminante nel Mont Vinaigre (614 m). Si riattaccano ai Maures i gruppi isolati dei Maurettes, le isole di Hyères e il Massiccio del Cap-Sicié. Foreste di pini e querce da sughero ricoprono gran parte dei terreni cristallini, che conservano un carattere aspro e selvaggio. 

#### La Bassa Provenza

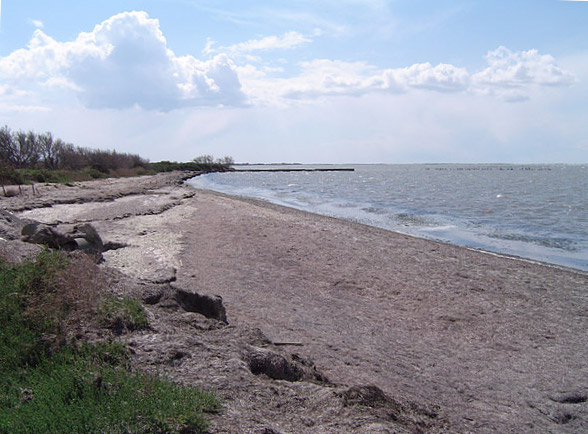
Le paludi della Camargue.

La Bassa Provenza abbraccia l'estremità sud-occidentale della regione, formata da terreni alluvionali cenozoici e quaternari, che accompagnano i corsi inferiori del Rodano e della Durance e comprende la Camargue, la Crau e la pianura di Saint-Rémy, quest'ultima fertile e ricca regione di antico popolamento. La vasta (600 km²) pianura della Camargue si estende a forma di triangolo da Arles al mare, tra il Grande Rodano e i due bracci del Piccolo Rodano (Grau d'Orgon e Grau Neuf), abbracciando tutta la regione deltizia del Rodano, costituita di sabbia, ghiaia e limo alluvionale e disseminata di stagni, che occupano un terzo circa della superficie. Solo una parte della Camargue, la più vicina al mare e quindi di più recente formazione, rimane ancora disabitata e dominio dei branchi di tori bradi che un tempo pascolavano su tutta la regione. Il resto è stato, dall'opera dell'uomo, conquistato all'agricoltura e oggi viti, foraggi, riso e grano occupano vaste estensioni. La Crau, formata dall'antico corso della Durance, che un tempo sfociava direttamente nel Mediterraneo a est del delta del Rodano, occupa anch'essa una vasta superficie (500 km²), formata di depositi alluvionali grossolani; dove non è stata trasformata dall'irrigazione si presenta come una steppa, dominio, per secoli, della pastorizia transumante (pecore), mentre la regione messa a coltura è coperta di alberi da frutta, olivi e ortaggi. La diversità dei terreni che si affacciano al Mediterraneo si rispecchia nella natura della costa che, piatta e monotona tra il Grau Neuf e la laguna di Berre, dove la Crau e la Camargue si affacciano al mare, cambia improvvisamente d'aspetto quando subentrano gli antichi massicci o le alture calcaree; la costa diventa un seguito di promontori, che cadono a picco sull'acqua, alternantisi a strette insenature (calanques), alcune delle quali (Port-Miou, Port-Pin, Podestat) sono valli sommerse, riconoscibili per la lunghezza, i meandri e le larghe valli che in esse sboccano, altre, invece, sono dovute piuttosto all'erosione marina (calanques de l'Escalette, de Croisette). Numerosi i ripari sicuri, ma per lo più poco ampi e di scarsa importanza, ove mancano buoni accessi verso l'interno. Si deve appunto alla facilità delle comunicazioni con la valle del Rodano l'importanza acquistata dal porto di Marsiglia rispetto agli altri porti della Provenza.

### Idrografia

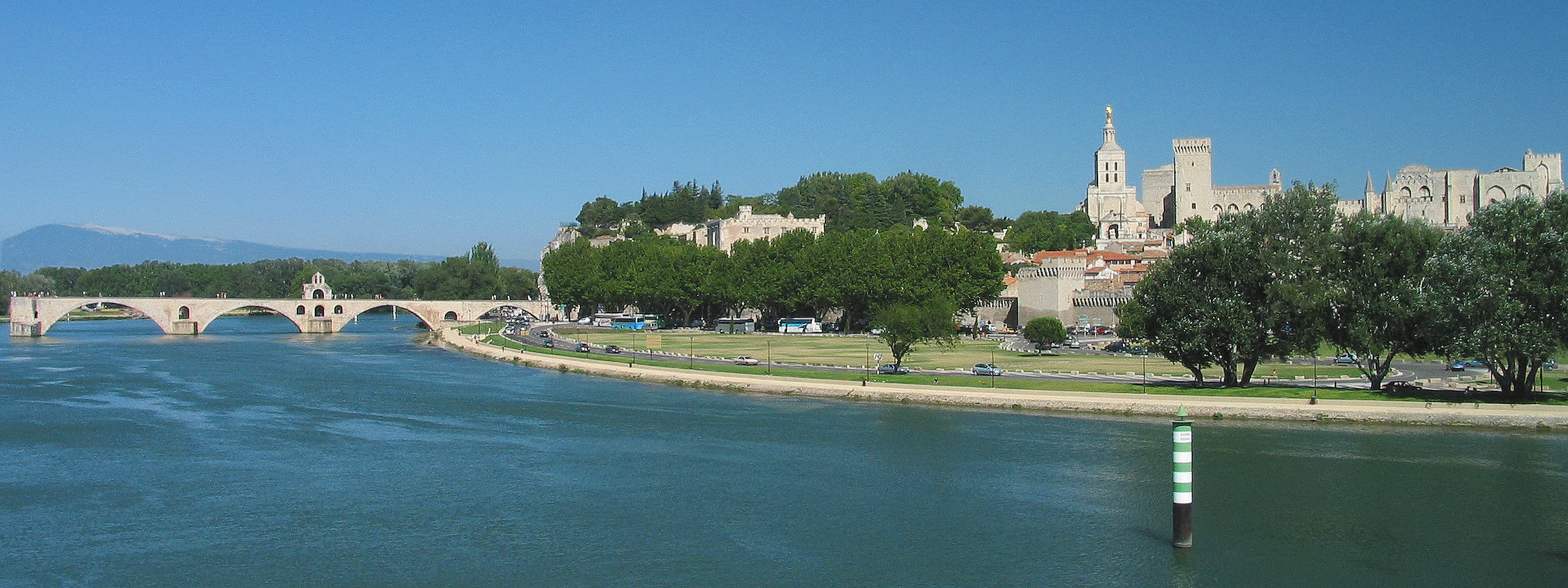
Il Rodano ad Avignone.

Le acque della regione vanno tutte al Mediterraneo o attraverso il Rodano e i suoi affluenti e subaffluenti di sinistra (Durance, Verdon, Bléone, Buëch), tutti provenienti dalla regione alpina, o direttamente per mezzo dei brevi corsi d'acqua della Provenza marittima. Tra questi ultimi il maggiore per lunghezza di corso è l'Argens (116 km). Dato il regime irregolare e la forte pendenza, i corsi d'acqua della Provenza, escluso il Rodano, non sono in alcun tratto navigabili, ma hanno importanza per la forza motrice e l'irrigazione. Le acque della Durance, canalizzate, servono a irrigare 55.000 ha, quelle del Verdon e della Sorgue circa 5500 ha.

### Clima
Una certa unità alla Provenza conferisce il clima, tanto che, basandosi su questo, si è soliti comprendere in essa tutta la regione costiera fino al confine italiano. Se si eccettua la regione montuosa interna più elevata, nella quale il clima presenta caratteri alpini, tutta la regione ha clima mediterraneo; gli inverni sono miti e lungo tutta la fascia costiera raramente e per breve tempo si hanno temperature inferiori a 0 °C; il regime mediterraneo delle piogge, con massimi in primavera e autunno e prolungata siccità estiva, domina su tutto il litorale; Marsiglia su una media di 562 mm ne riceve soli 94 da maggio a settembre; le precipitazioni da un minimo di 450-500 mm (Crau e Camargue) raggiungono i 1000 mm e più nella valle del Rodano. Frequenti nell'inverno le brusche variazioni di temperatura in relazione con il mistral, vento secco e freddo che soffia dal nord.

## Lingua
L'idioma, o dialetto, proprio della Provenza è il provenzale, una variante della lingua d'oc, spesso considerato, a torto, un idioma completamente distinto dall'occitano. Le modalità diffuse in Provenza sono quelle vivaro-alpine al nord e, a meridione, il provenzale marittimo, quello rodaniano e il nizzardo. Il primo è considerato da molti provenzali come un idioma a sé stante date le molte differenze che lo separano dalle parlate meridionali. Fra queste ultime si distingue il nizzardo, sia in virtù di alcuni arcaismi sia di un certo numero di italianismi, che, per ragioni storiche e di prossimità geografica, sono entrati stabilmente a far parte del patrimonio lessicale locale. Tali differenze hanno ingenerato, in una parte non trascurabile della popolazione autoctona, la percezione, destituita di ogni fondamento, di parlare una lingua propria e hanno rafforzato un sentimento identitario che è all'origine del nazionalismo nizzardo. Il provenzale viene attualmente parlato da un numero non quantificabile di persone che però rappresentano una porzione assolutamente minoritaria della popolazione locale.

## Cucina

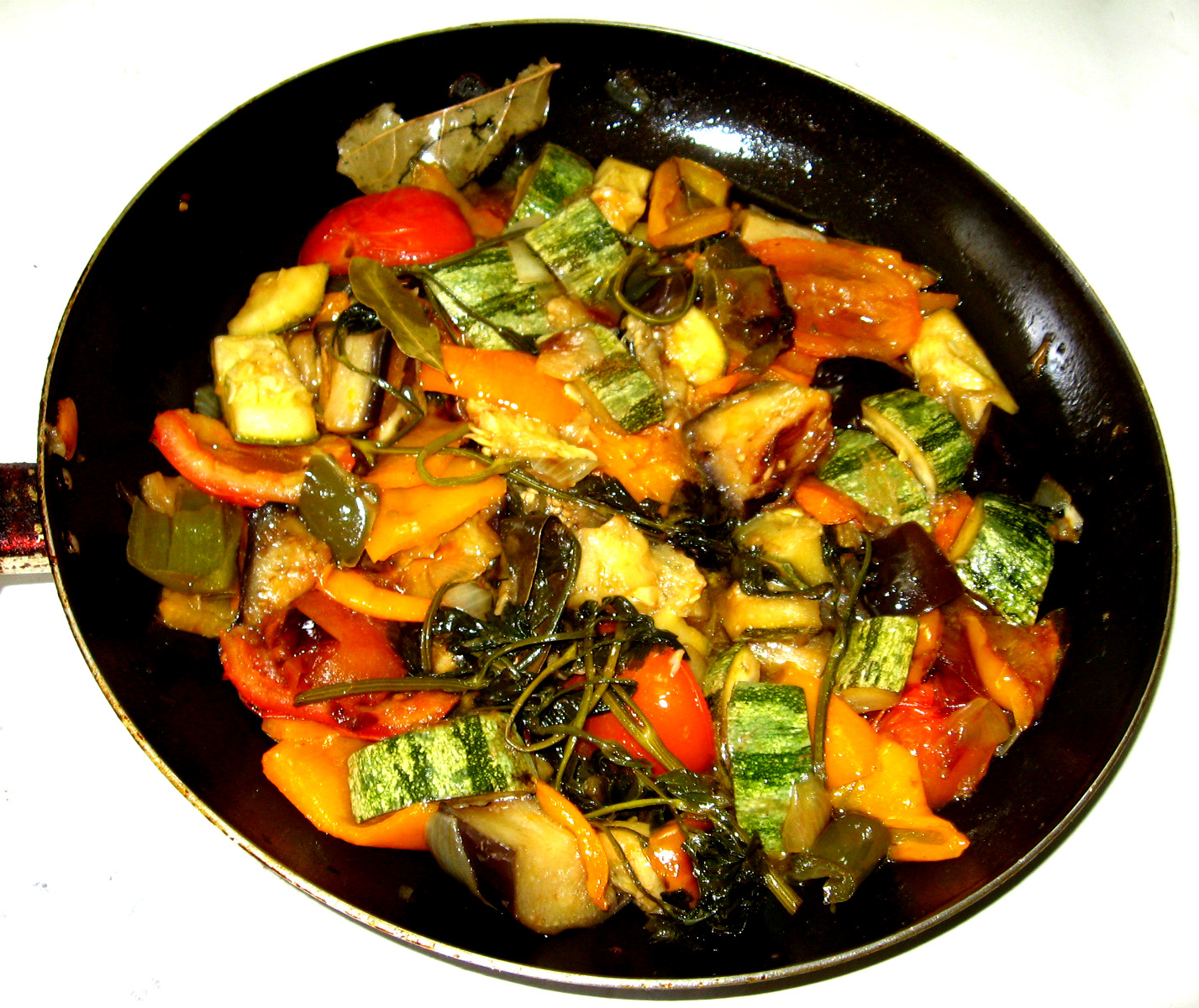
Ratatouille

La cucina provenzale si distingue per l'uso di olio d'oliva, aglio ed erbe aromatiche.
Nelle zone costiere è molto usato il pesce.
È influenzata dalla cucina mediterranea, specialmente da quella italiana.
Le conquiste arabe hanno anche modificato la cucina provenzale così come l'arrivo dei pomodori e delle melanzane dopo la scoperta dell'America.
Tra i piatti principali si ricordano:
- L'aioli
- La tapenade
- L'anchoïade
- La ratatouille
- La bouillabaisse
- La bourride
- La daube provenzale
- La socca
- La brandade de morue
- La soupe au pistou
- La fougasse

Altro prodotto tipico, ma al solo scopo decorativo, è il Grano di Santa Barbara, semi di grano lasciati germogliare durante le festività natalizie.